# عزلة الاشعوب (تعز)
عزلة الاشعوب هي إحدى عزل مديرية الصلو في محافظة تعز اليمنية ويبلغ تعداد سكانها 4948 نسمة حسب التعداد السكاني في اليمن لعام 2004.